# Xavier Dunezat
Xavier Dunezat (né en 1970) est un sociologue français.
Il est rattaché au Centre de Recherches Sociologiques et Politiques de Paris (CRESPPA - UMR 7217).

## Biographie
Professeur Agrégé de Sciences Sociales en 1996, il soutient une thèse de doctorat en sociologie en décembre 2004 sur Chômage et action collective. Luttes dans la lutte. Mouvements de chômeurs et chômeuses de 1997-1998 en Bretagne et rapports sociaux de sexe. Sa thèse a été dirigée par Danièle Kergoat.
Le 1er septembre 2006, il démarre comme maître de conférences à l'Université de Lille 1. Déçu de la vie universitaire, il démissionne et redevient, le 1er septembre 2007, professeur de sciences économiques et sociales dans un lycée (notamment au lycée Victor et Hélène Basch à Rennes, puis au lycée Théodore Monod au Rheu).
Dans sa lettre de démission, rendue publique, il dénonce les modalités de son recrutement - qu'il qualifie de « règne du piston » - et l'ambiance de travail au sein de l'Université qu'il définit comme un « désert relationnel ».
« Chercheur confirmé par ses publications, il travaille sur les mouvements sociaux, les rapports de pouvoir et plus particulièrement les rapports sociaux de sexe dans les mobilisations. ».
Il entame une reflexion avec Leo Thiers-Vidal sur la déconstruction du pouvoir masculin et lui rend hommage après son suicide.

### Ouvrages
- avec Jacqueline Heinen, Helena Hirata, Roland Pfefferkorn, Travail et rapports sociaux de sexe. Rencontres autour de Danièle Kergoat, Paris, L’Harmattan, 2010

### Direction de numéro de revue
- avec Roland Pfefferkorn, « Articuler les rapports sociaux. Classes, Sexes. Races », Raison présente, n° 178, 2e trimestre 2011,.144 p.

### Articles
- avec Roland Pfefferkorn, « Articuler les rapports sociaux pour penser à contresens », Raison présente, n° 178, 2011, p. 3-10.
- « Une figure racisée de la précarité : les sans-papiers », Raison présente, n° 178, 2011, p. 83-94.
- avec Frédérique Cornuau, « Faire figure d’immigré-E », Espace, populations, sociétés, n°3, 2008, p. 463-481.